# Família Kardashian
Família Kardashian ou Família Kardashian-Jenner são parentes norte-americanos, que, ficaram mundialmente conhecidos pelo reality show Keeping Up with the Kardashians, estrelado por Kim Kardashian e transmitido pelo canal E!. Composta por Kim Kardashian, Kourtney Kardashian, Khloé Kardashian, Kylie Jenner, Kendall Jenner, Rob Kardashian, Robert Kardashian, Caintlyn Jenner, Kris Jenner entre outros.

## História da Família
Kristen Mary Houghton se casou com Robert George Kardashian em 1978, que passou a se chamar Kristen Mary Kardashian.Kris acabou engravidando em sua lua de mel e em 18 de abril de 1979 nasceu sua primogênita Kourtney Mary Kardashian.E pouco mais de 1 ano após o nascimento de Kourtney nasceu Kimberly Noel Kardashian,em  21 de outubro de 1980. Quase 4 anos após o nascimento de Kim nasceu Khloé Alexandra Kardashian em 27 de junho de 1984.E quase 3 anos após o nascimento de Khloé nasceu Robert Arthur Kardashian em 17 de março de 1987. Por dificuldades conjugais, Kris pediu o divórcio de Robert em 1989. Eles se divorciaram oficialmente em 1991, mas mantiveram amizade. Antes de se separar,
Kris teve um caso com o atleta Todd Watterman mas Kris disse que isso não foi o causador do divórcio. Logo após o divórcio, Kris conheceu Caitlyn Jenner (antes da transição de gênero, que se chamava Bruce Jenner), a quem foi apresentada por uma colega de ambos, mas não estava em seus planos se envolver afetivamente com alguém. Bruce, que também havia se separado recentemente, tinha, ao contrário de Kris, 3 filhos e 1 filha. Kris e Bruce Jenner se casaram em abril do mesmo ano. Após o enlace matrimonial, o nome de Kris mudou novamente desta vez para Kristen Mary Jenner, os filhos de ambos passaram a dividir a mesma casa. O casamento ainda proporcionou o nascimento de Kendall Nicole Jenner em 3 de novembro de 1995 e Kylie Jenner em 10 de agosto de 1997. Em junho de 2013, Kris e Bruce Jenner anunciaram que o casamento deles chegou ao fim, depois de 22 anos. O divorcio saiu oficialmente em setembro de 2014. No ano de 2015, Bruce Jenner anunciou seu processo de transição de gênero e passou a chamar-se Caitlyn Jenner. Mesmo após o fim do casamento com Bruce Jenner, Kris resolveu ainda continuar usando o “Jenner” pois ela era mais conhecida assim.

## Kardashians

### Kourtney Kardashian

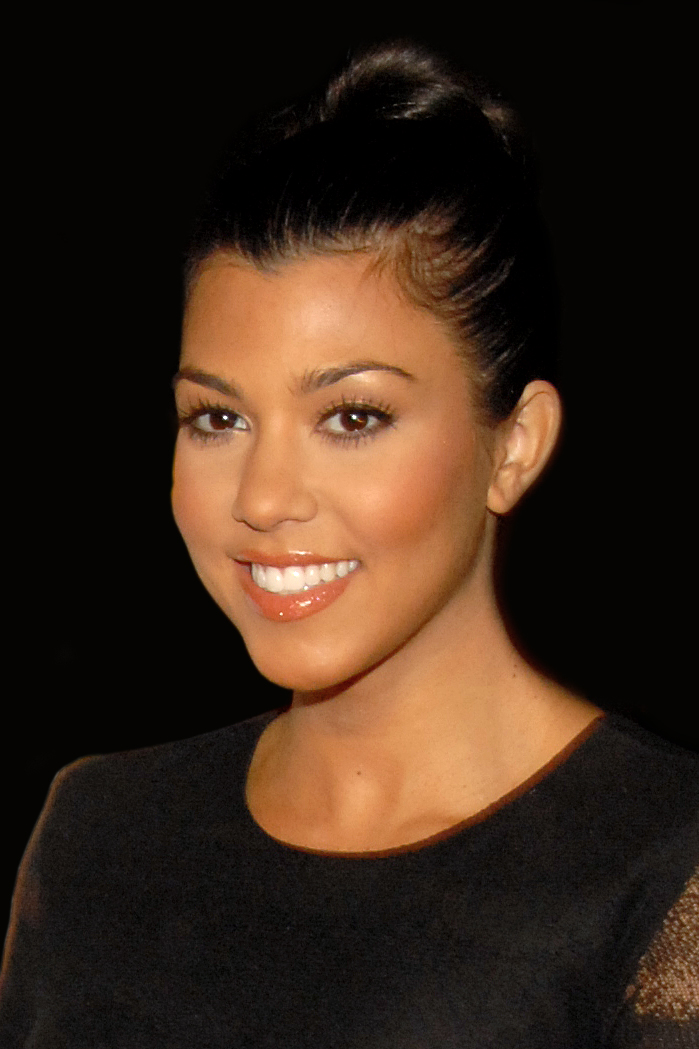
Kardashian em 2009

Kourtney Mary Kardashian é uma atriz, modelo, apresentadora, produtora, estilista e socialite nascida em 18 de abril de 1979 em Los Angeles, California, EUA.  Kourtney tem três filhos, Mason Dash Disick nascido em 14 de dezembro de 2009, Penelope Scotland Disick, nascida em 8 de julho de 2012 e no dia 14 de dezembro de 2014 ela deu à luz mais um menino, Reign Aston Disick. Kourtney e Scott (pai de seus filhos) estiveram casados por nove anos. Se separaram em 2015 e atualmente Kourtney está noiva de Travis Barker, com quem começou a namorar em janeiro de 2021.

### Kim Kardashian
Kimberly Noel Kardashian é uma personalidade da mídia, modelo, influenciadora, empresária, socialite, estilista e produtora nascida em 21 de outubro de 1980 em Los Angeles, California, EUA.   Foi casada com Kanye West, com quem teve quatro filhos: North West (nascida em 15 de junho de 2013), Saint West (nascido em 5 de dezembro de 2015), Chicago West (nascido em 15 de janeiro de 2018) e Psalm West (nascido em 9 de maio de 2019), sendo Chicago e Psalm nascidos de barriga de aluguel. Em março de 2022 Kardashian e Kanye West encerraram o divórcio. Kim está atualmente namorando com Pete Davidson.

### Khloé Kardashian

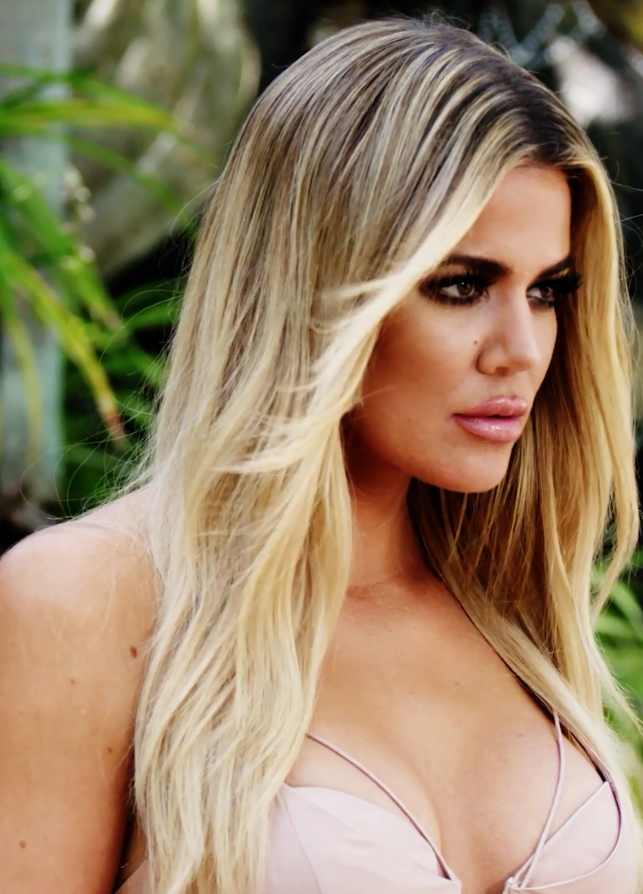
Kardashian em 2016

Khloé Alexandra Kardashian, nascida em 27 de junho de 1984 em Los Angeles,  California, EUA, é uma personalidade de televisão e da mídia, empresária, modelo, socialite apresentadora e estilista. Teve um relacionamento com Tristan Thompson que chegou ao fim em 2021. Em 12 de abril de 2018, deu à luz a sua primeira filha, True Thompson. Em julho de 2022, nasce seu segundo filho com Thompson, por meio de inseminação artificial.

## Jenners

### Kendall Jenner

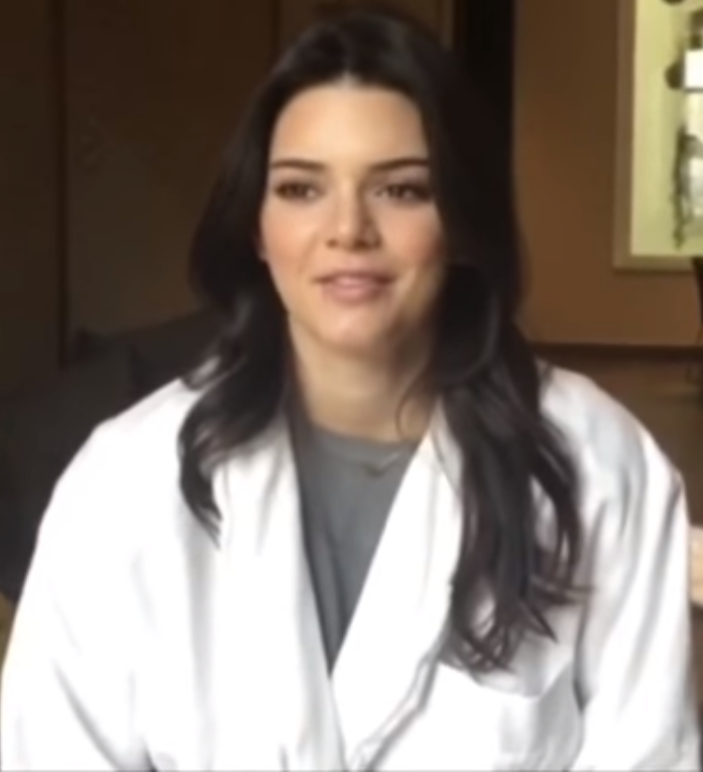
Jenner em 2016

Kendall Nicole Jenner é uma supermodelo, empresária e personalidade de televisão nascida em 3 de novembro de 1995 em Los Angeles, California, EUA.

### Kylie Jenner
Kylie Kristen Jenner, nascida em 10 de agosto de 1997 em Los Angeles, California, EUA, é uma empresária,  socialite, modelo, influencer e personalidade da mídia. Esteve em um relacionamento com Travis Scott de 2018 à 2023 com quem teve dois filhos, Stormi Webster (nascida em 1 de fevereiro de 2018) e Aire Webster (nascido em 2 de fevereiro de 2022).

## Outros Membros
Outros membros da família:
- Caitlyn Jenner: Antes Bruce Jenner, é uma mulher transgênero e ex-atleta olímpica que se casou com Kris Jenner, em 1991, tendo com ela duas filhas.

- Rob Kardashian

Rob é o único e mais novo filho de Kris e Robert. Ele se formou na faculdade do Sul da Califórnia, USC e trabalha como modelo. Rob também possui sua própria linha de cosméticos.
- Scott Disick

Scott é ex - parceiro de Kourtney, com quem teve três filhos. O relacionamento teve muitas complicações devido a seus problemas com o alcoolismo. Os Kardashians possuem certa aversão a Scott devido a seus problemas.
- Mason Dash Disick

Mason é o filho mais velho de Kourtney e Scott. Ele nasceu no episódio final da 4ª temporada, no dia 14 de dezembro de 2009.
- Penelope Scotland Disick

Penelope é a segunda filha de Kourtney e Scott. Nasceu dia 8 de julho de 2012.
- Reign Aston Disick

Reign é o terceiro filho de Kourtney e Scott. Nasceu dia 14 de dezembro de 2014.
- Lamar Odom

Lamar é o ex-marido de Khloé Kardashian. Ele joga pelo Los Angeles Clippers.
- Kris Humphries

Kris é o ex-marido de Kim. Ele joga pelo time Brooklyn Nets. O casamento de Kim e Kris, (Kim's Fairytale Wedding), foi transmitido em dois especiais, cada um com duas horas de duração. O casamento acabou 72 dias depois a União dos dois.
- Adrienne Bailon

Adrienne foi uma Cheetah Girl, namorou Rob Kardashian na 2ª temporada e começaram a morar juntos a partir da 3ª. O relacionamento terminou na 4ª temporada, devido a uma traição de Rob,entretanto,Adrienne ainda é amiga da família. E o ocasionalmente aparece na série, incluindo o casamento de Khloé com Lamar, na 4ª temporada e na época em que Kim e Kourtney vão para Nova York, no final da 5ª temporada.
- Reggie Bush

Reggie é o ex-namorado de Kim. Ele é running back pelo Detroit Lions da NFL.
- Kanye West

O rapper e designer de moda Kanye West é ex-marido de Kim.
- North West

North West é a filha de Kim Kardashian com o rapper Kanye West.
- Malika Haqq

Malika é a melhor amiga de Khloé e sua assistente pessoal. Ela teve sua aparição no spin-off Kourtney and Khloé Take Miami e começou a ser parte do elenco chave de Khloé & Lamar.
- Brody Jenner

Brody é filho do segundo casamento de Bruce Jenner com Linda Thompson, e a partir da 8ª temporada começa a participar efetivamente dos episódios. Brody aparece para tentar criar uma relação com seu pai, Bruce, com quem era brigado. Ele não tem um bom relacionamento com sua madrasta, Kris Jenner e em suas primeiras aparições mostra um certo ciúme da relação do pai com as irmãs mais novas, Kendall e Kylie.
- Brandon Jenner

Brandon também é filho do segundo casamento de Bruce com Linda Thompson, e começa a aparecer na 8ª temporada, sempre ao lado de sua esposa, Leah, com quem tem uma banda. As participações de Brandon incluem algumas reuniões do clã Kardashian-Jenner, um pouco sobre sua música e muitas conversas com seu irmão, Brody e seu pai Bruce.
- Leah Jenner

Leah é ex-mulher de Brandon Jenner, com quem formava uma dupla musical. Começa a aparecer na 8ª temporada ao lado de Brandon. Ela é filha do guitarrista e vocalista, Don Felder, ex integrante da banda The Eagles.